# FOSDEM

Het logo van FOSDEM

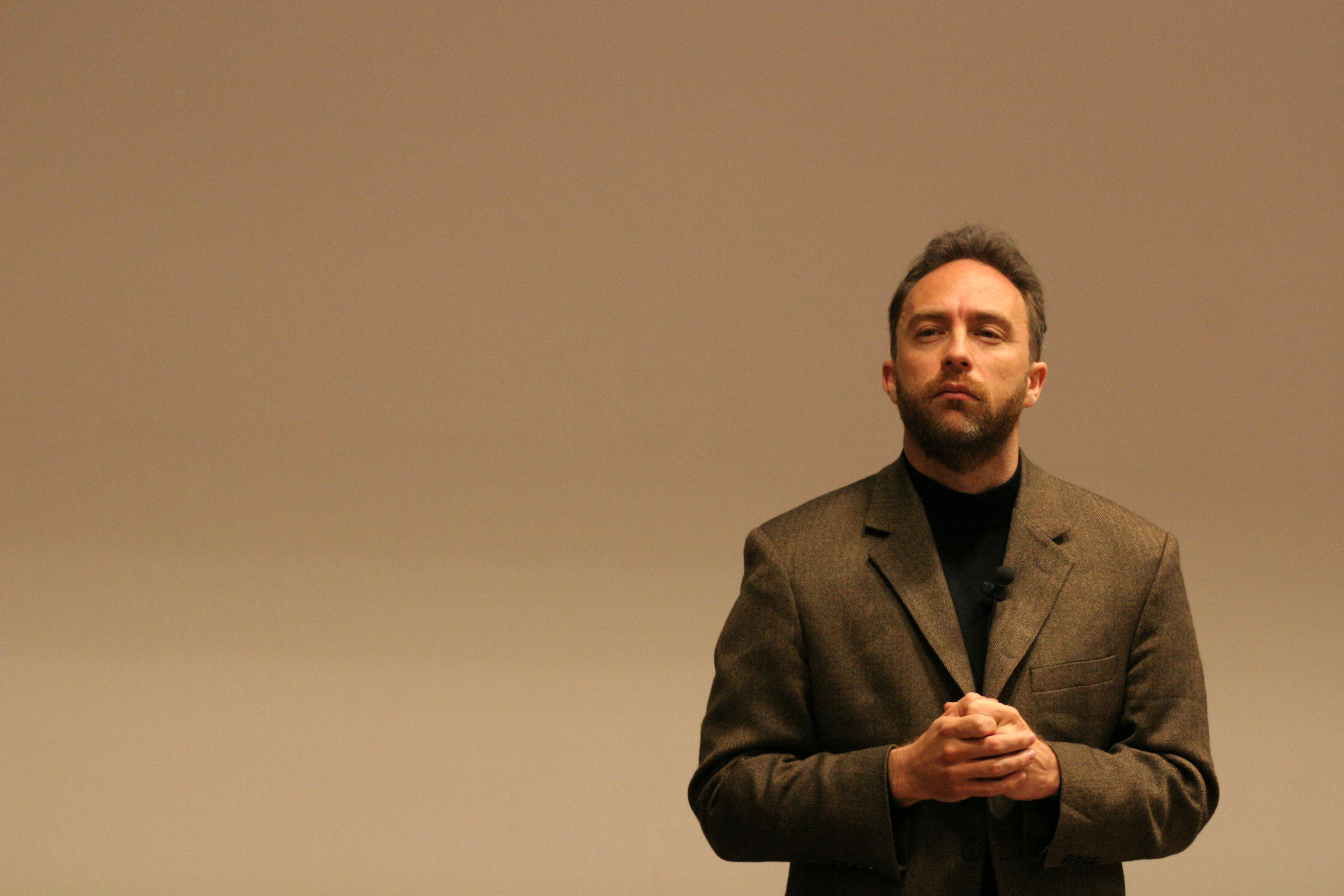
Jimmy Wales tijdens FOSDEM 2005

De Free and Open source Software Developers' European Meeting (FOSDEM) is een niet-commercieel tweedaags evenement dat ieder jaar georganiseerd wordt door vrijwilligers van de FOSS-gemeenschap om het gebruik van vrije en opensourcesoftware te bevorderen.
FOSDEM vindt plaats op het terrein van de ULB te Brussel. De talks & tutorials zijn vrij toegankelijk en werden in het verleden gegeven door grote namen als Richard M. Stallman en Jimbo Wales.
Het doel van FOSDEM is tevens een mogelijkheid te vormen voor softwareontwikkelaars om "in real life" samen te komen, kennis te maken met andere projecten en op de hoogte te komen van de laatste nieuwe ontwikkelingen in de FOSS-wereld.

## Ontstaan
In 2000 organiseerde Raphael Bauduin uit België een meeting voor FOSS-ontwikkelaars. Hij noemde het eerst Open Source Developers European Meeting (OSDEM). Om vrije software-ontwikkelaars niet tegen het hoofd te stoten is de meeting in 2001 hernoemd naar FOSDEM. In 2001 werd FOSDEM georganiseerd op de Campus de la Plaine, sinds 2002 wordt FOSDEM gehouden op de Campus Solbosch.
FOSDEM werd in 2006 bezocht door 3500 FOSS-ontwikkelaars.

## 2007
In 2007 vond FOSDEM plaats in het weekend van 24 en 25 februari op de gebruikelijke locatie, het terrein van de ULB.
De volgende onderwerpen kregen ruime aandacht: softwarepatenten, GPLv3, Samba en de Linuxkernel.
De volgende projecten hadden de beschikking over een eigen ruimte: KDE, GNOME, openSUSE, Mozilla, GNU Classpath+OpenJDK DevJam, CentOS+Fedora, Jabber, OpenGroupware+GNUstep, Python, X.Org, Gentoo Linux, Debian en Embedded.

## 2008
De editie van 2008 van FOSDEM vond plaats op 23 en 24 februari 2008.

## 2009
In 2009 vond FOSDEM plaats tijdens het weekend van 7 en 8 februari. Ook werd het voor het eerst voor de niet-programmerende partners van de bezoekende softwareontwikkelaars een rondleiding door Brussel georganiseerd.
De keynotes:
- "Free. Open. Future?" (Mark Surman)
- Debian (Bdale Garbee),
- Google Summer of Code: A behind the scenes look at a large scale community (Leslie Hawthorn)

Tracks: Distributions, Languages, Security, Systems, Collaboration, Kernel

## 2012
De keynotes van dat jaar waren:

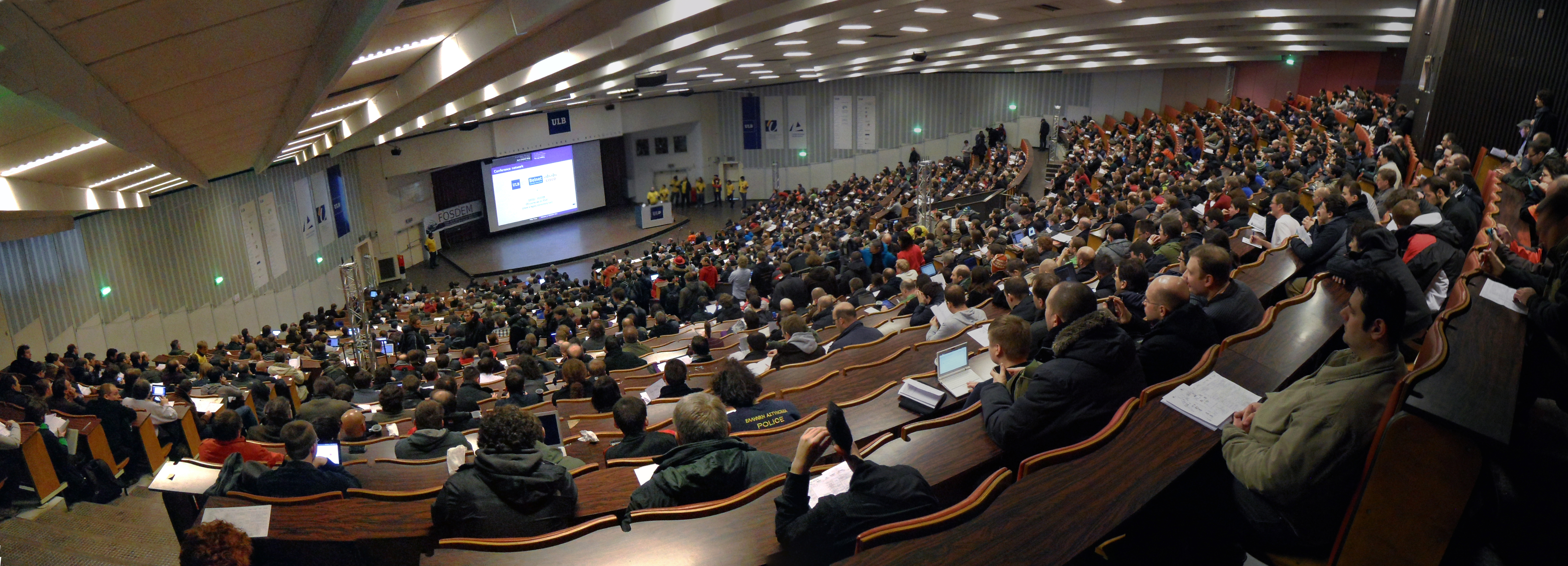
Het Janson-auditorium tijdens de opening van FOSDEM 2012

- "Why Political Liberty Depends on Software Freedom More Than Ever" (Eben Moglen)
- "LLVM and Clang" (Chris Lattner)
- "How kernel development goes wrong and why you should be a part of it anyway" (Jonathan Corbet)

Tracks: Systems, Web browsing, Cloud, Languages, Office, Web frameworks

## 2013

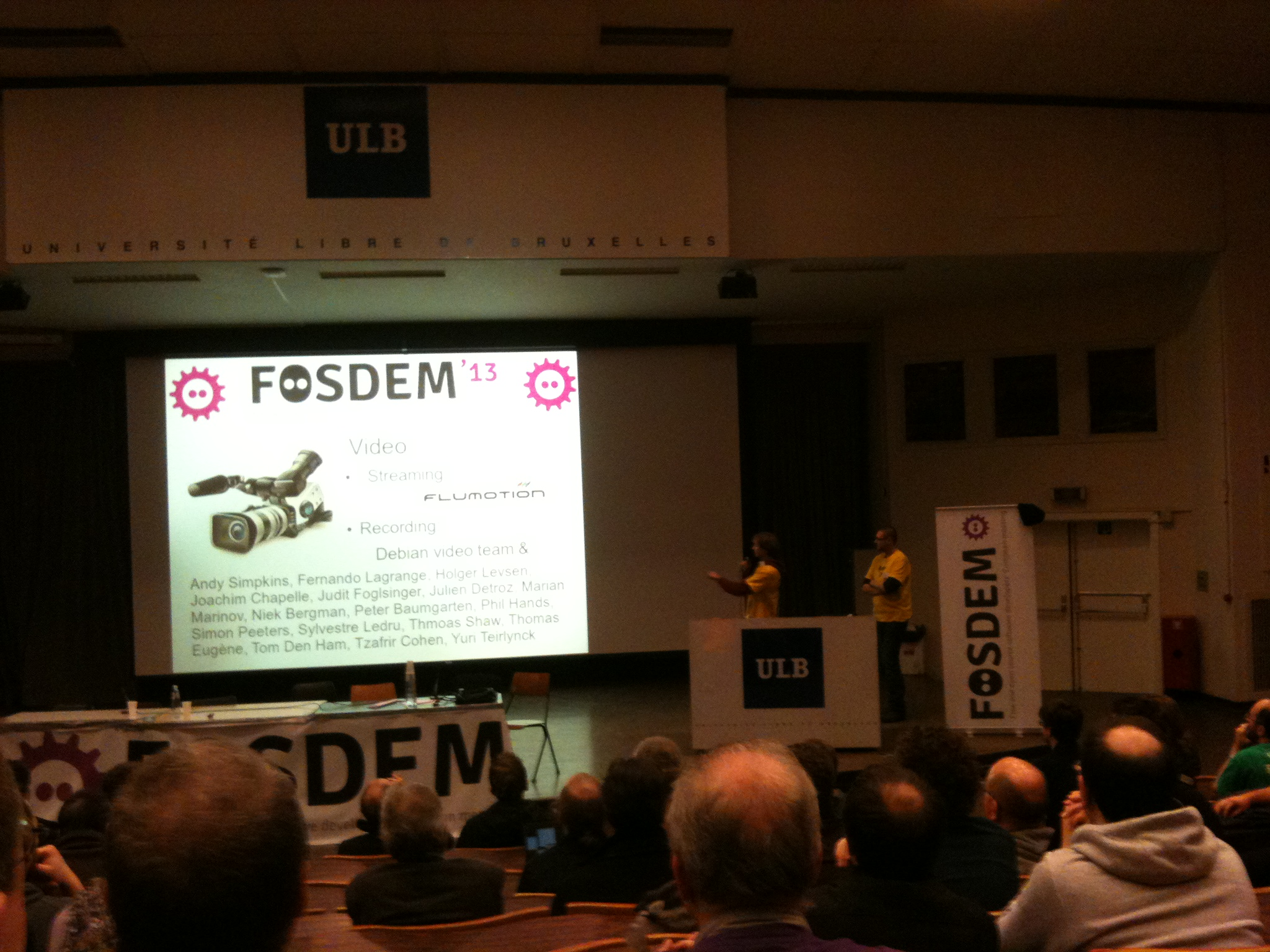
FOSDEM 2013

In 2013 vond FOSDEM plaats tijdens het weekend van 2 en 3 februari 2013

## 2014
In 2014 vond FOSDEM plaats tijdens het weekend van 1 en 2 februari 2014
Een van de sprekers was Howard Chu, Architect van OpenLDAP, welke in de Janson zaal LMDB introduceerde en hierover uitleg gaf.

## 2015
In 2015 vond FOSDEM plaats tijdens het weekend van 31 januari en 1 februari 2015

## 2016
In 2016 vond FOSDEM plaats tijdens het weekend van 30 en 31 januari 2016

## 2017

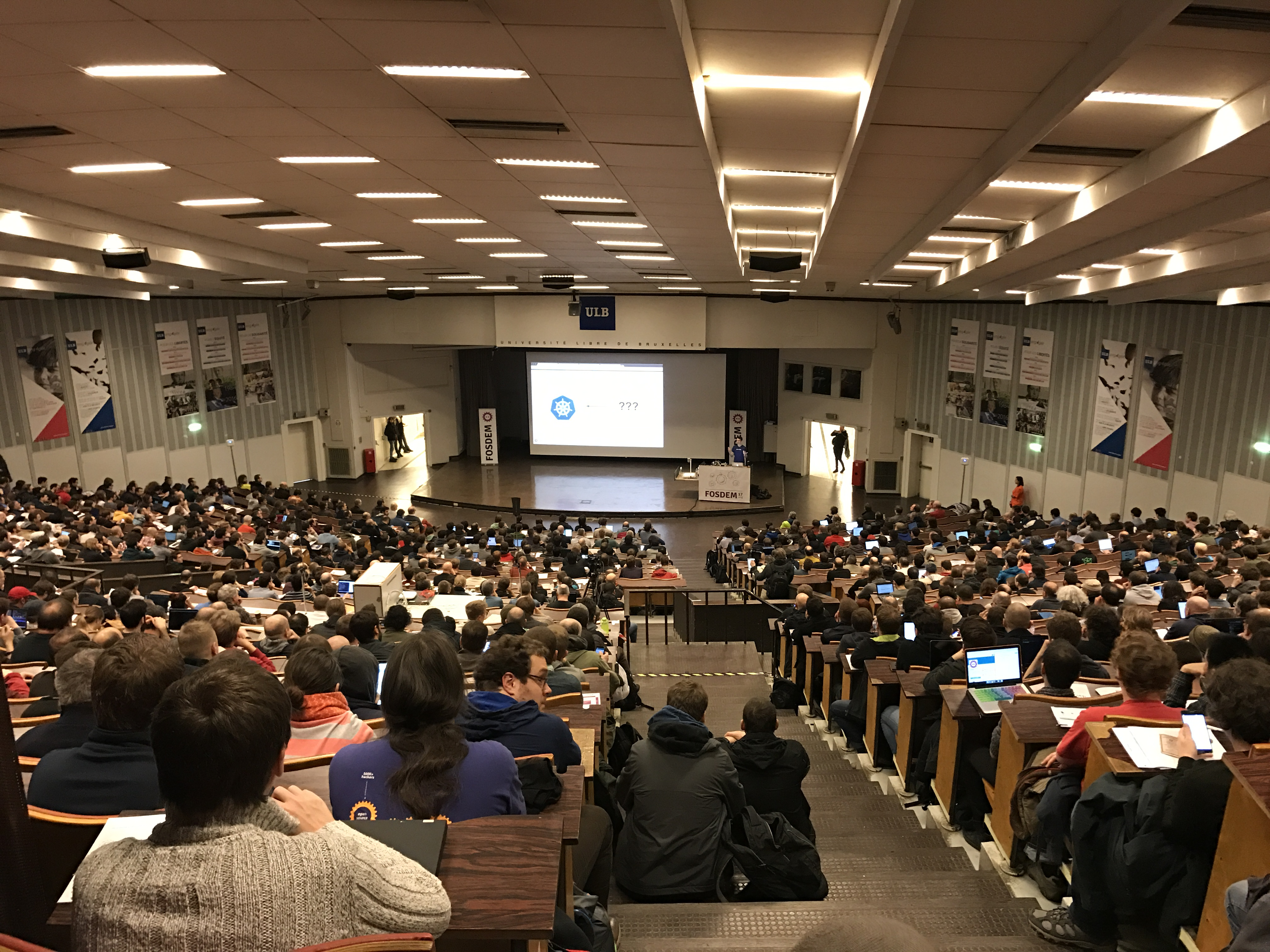
FOSDEM 2017

In 2017 vond FOSDEM plaats tijdens het weekend van 4 en 5 februari 2017